# タブク (小銃)
タブク（アラビア語: تبوك、英語: Tabuk）はバアス党体制下のイラク共和国で製造された、ツァスタバ M70に基づく自動小銃の総称である。

## 概史
イラクでは予てよりイラク軍および治安部隊への支給用として多数のAK系小銃を保有していた。従来は各組織へ配備するAK系小銃をドイツ民主共和国（東ドイツ）やルーマニア社会主義共和国、ポーランド人民共和国、ハンガリー人民共和国といった所謂東側諸国からの輸入により確保していたイラク政府であったが、国内でサッダーム・フセインが権力を掌握する1970年代後半に差し掛かると、AK系小銃を始めとする歩兵用兵器の国産化が計画されるようになった。
イラクの当局は生産体制を確立する前提として国外から設備提供や技術協力を取り付ける必要に迫られたが、AK系小銃の原設計国であるソビエト連邦はサッダームらに対する不信から積極的な支援に乗り出すことを避けており、また東ヨーロッパのワルシャワ条約機構加盟国の多くもイラク向けにAK系小銃を輸出こそすれど、技術移転など単なる売買以上の関与については消極的な姿勢を示していた。このようなイラクを取り巻く政治事情もあって支援を期待できる国は限られていたものの、最終的にはユーゴスラビア社会主義連邦共和国と東ドイツから技術援助を引き出すことに成功し、ツァスタバの製品であるM70の国内製造が可能となった。イラク版M70はイスラム圏において有名な7世紀の戦争であるタブークの戦いから引用してタブクと命名された。
1979年にツァスタバから支援を約束された後、国営企業のアル・カーディシーヤ機関がタブクの生産に向けて新たな兵器工場をバービル県に建設し始め、翌年には早くも操業を実現させた。製造と配備が始まったタブクはイラン・イラク戦争の折に初の実戦機会を迎え、続く湾岸戦争と2003年のイラク戦争においても運用された。

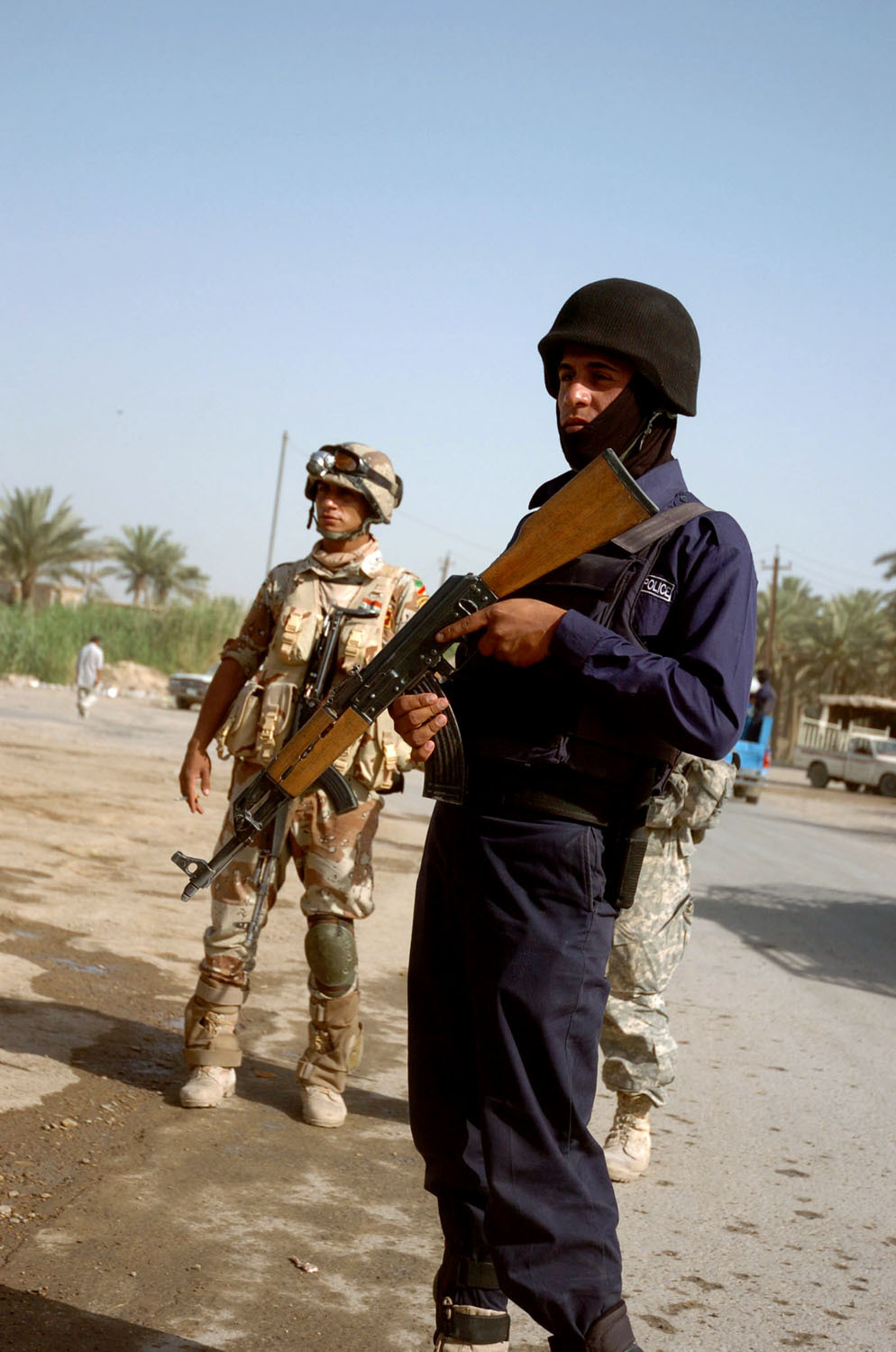
タブクないしM70B1で武装したイラクの警察官（2008年撮影）

なお、サッダームの下で進められた計画の成果物であるにもかかわらず、タブクの普及は限定的な範囲で留まったとされている。製造記録の欠如からタブクの正確な製造数は判明していないが、共和国防衛隊など少数の組織に配備されたのみで軍の主力装備とはなり得ず、1980年以降も大半の部隊で先述の東欧製を含む外国製AK系小銃を用いる状況に変化はなかった。また、タブクは使用上の大きな問題はないものの競合品より優れた性能を持つというわけでもなく、多くのイラク人からはロシア製より若干劣る程度の小銃として見做されていた。
タブクの製造は2000年代に入っても継続されていたが、有志連合によるイラク攻撃の際にアメリカ陸軍第101空挺師団がアル・カーディシーヤ機関の工場を占拠下に置いたことから、2003年を以て製造が停止したと見られる。工場は第101空挺師団が他部隊との交代のため退去していた2003年4月9日に略奪と火災の被害を受け、タブクを含む兵器の殆どが無制御に持ち出された。この混乱により非合法な市場で売却されたタブクは最終的に国境外へ流出し、各地のテロ集団や私兵組織が入手するに至ったものと分析されている。
その他、中東地域以外への不正流出についても情報があり、例えば2014年にはアメリカ海兵隊の軍人がタブクを自国へ密輸入した罪で連邦捜査局に逮捕されている。

## 特徴
タブクはユーゴスラビアのライセンス供与と技術支援のもとで企画されたため、原型であるM70B1と比較しても固有の特徴と言える部分が少ない。
M70と他国製AK系小銃の決定的な相違点、即ち3つの冷却孔を持つ前床や黒い樹脂製銃把などは全てタブクにも受け継がれており、小銃擲弾用の照準器とガス遮断装置を兼ねたガスブロック部の部品に関してはユーゴスラビアから輸入したものが用いられていた。タブクは基本的にRPK軽機関銃と同等の頑丈な機関部を採用していたが、標準的なAKM式の機関部を備えたものもあった。銃身はM70に倣い耐久性を高める内側のクロムメッキ加工を省略していた。このため、適切な教育を受けたユーゴスラビア軍の兵士と違ってイラクにおける使用者が整備点検を十分実施していなかったことも重なり、運用時に摩耗し易い傾向が見られた。
タブクとM70B1を見分ける上で最も明確な差異は刻印である。タブクは照門基部の排莢口側に「Tabuk」と「Cal.7.62x39mm」の文字、その反対側にピラミッドとバビロンのライオンを組み合わせた意匠、およびアラビア語の「عيار٧,٦٢×۳۹ملم」と「تبوك」の文字が刻印されていた。また、安全装置の状態を示す刻印もアラビア文字に置き換えられており、安全位置が「أ」、全自動射撃位置が「ص」、半自動射撃位置が「م」となっていた。
タブクの生産に際しては対応する6kh4系の銃剣も製造された。こちらもユーゴスラビアから導入した機材により製造されていたが、ユーゴスラビア製銃剣の鞘と柄が黒い樹脂製だったのに対し、イラク製のものでは明るい色合いのベークライトに変更されていた。
1980年から1984年頃までに製造された初期のタブクは良好な仕上げがなされていたが、度重なる紛争でイラクの統治体制が疲弊していくにつれ、品質も粗悪化の一途を辿った。

## 製品各種

### 固定銃床型
M70B1に準じた仕様。イラン・イラク戦争終結後の1989年には設計変更が実施され、機関部上部の覆いを固定する機構や小銃擲弾用照準器、夜間用照準器が廃止された。この簡略化によって製造期間の途中からはツァスタバ製でのM70B3に近い構造となっている。
西側諸国の標準的な弾薬である5.56x45mm NATO弾に対応した輸出型が存在するとの説もあるが、実際に販売されたか否かは不明である。

### 折畳銃床型
M70AB2と同等の下方回転式の折畳銃床を備えた仕様。固定銃床型のそれと同じく5.56x45mm NATO弾仕様の販売実績は不明。

### 短縮型

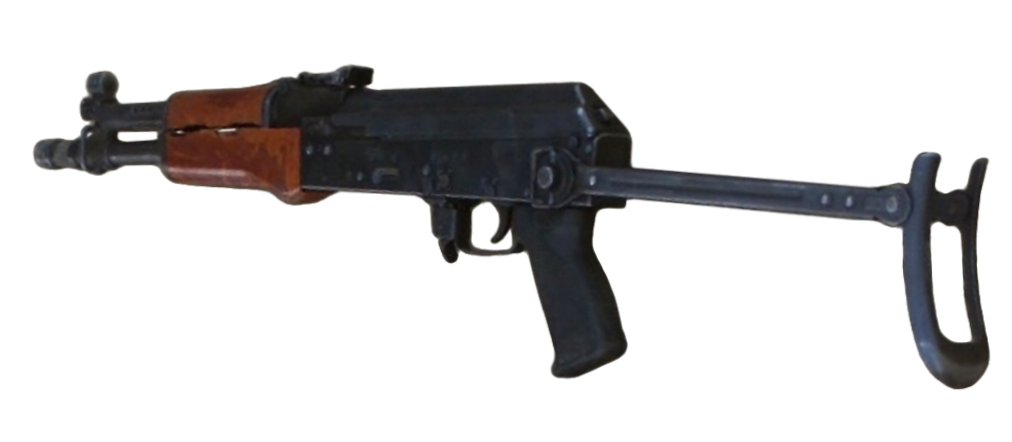
弾倉を取り外した状態の短縮型タブク

短銃身化によりカービンとした仕様で、「ベビー・タブク」の名称で紹介される場合もある。銃床は下方回転式の折畳銃床が採用されている。
ユーゴスラビアにはM70系の短縮型としてM92があり、AKS-74Uに似た形状の消炎器や前床に設けられた3つの冷却孔、後方に移された照門を特徴としていたが、タブクの短縮型の場合は小型の消炎器、2つの冷却孔がある前床、通常型と同位置の照門など、M92とは異なる設計に基づいている。なお、タブクの短縮型には金属部にメッキ加工を施した贈呈用途の製品もあった。

### 狙撃型
長い銃身や肉抜きされた銃床を採用し、全自動射撃機能を廃したタブク系統の狙撃銃。選抜射手専用小銃として解説される例もある。他のタブク系小銃と同じく中間弾薬の7.62x39mm弾を用い、市街戦における中距離間の狙撃で特に効果を発揮した。

### アメリカ製レプリカ
アメリカ合衆国オクラホマ州を拠点とするトゥー・リバーズ・アームズ（英語: Two Revers Arms）が取り扱うタブクのレプリカ品。民間市場向けの小銃であるため全自動射撃機能を廃しているが、イラク製のタブクと同一の刻印を再現するなど外見上の特徴は厳密に模倣されている。販売価格は1200ドル程。

## 運用地域
イラク
共和国防衛隊や軍に加え、後には政府系民兵組織の人民動員隊、非政府系武装勢力のマフディー軍やISISでも使用。
 南クルディスタン
自治政府下の軍事組織であるペシュメルガが運用。
 シリア
反体制派の間で流通。イラクの場合と同様でISISによる運用も確認されている。
 マリ
イスラム急進派のマシナ解放戦線による保有が確認されている。マリで発見されたタブクは刻印部が削り取られていたが、同じ処理の施されたタブクは周辺国のニジェールとナイジェリアにおいても流通の確認例があり、同一の経路で当該地域に持ち込まれたものと見られている。